# Точилин, Сергей Борисович
Сергей Борисович Точилин (15 марта 1955 — 12 марта 2021) — российский управленец и хозяйственный деятель, генеральный директор Сибирского химического комбината.
Родился 15 марта 1955 г. в пос. Малышев Лог Волчихинского района Алтайского края, вырос в Кемеровской области.
После окончания Томского политехнического университета по специальности «Машины и аппараты химических производств» (1977) работал на Сибирском химическом комбинате: дежурный мастер-механик, инженер, старший инженер, заместитель главного механика объекта, заместитель главного механика комбината, главный механик объекта, директор РМЗ (2001—2005).
С 23 декабря 2005 года — глава администрации ЗАТО Северск. 
С 28 июня 2007 года — первый заместитель губернатора Томской области.
В апреле 2009 года занял должность заместителя губернатора по особо важным проектам.
С июля 2012 г. генеральный директор ОАО «Сибирский химический комбинат».
Умер после продолжительной болезни 12 марта 2021 года в северском госпитале, три дня не дожив до 66-летия.
Семья: жена, дочь и сын.